# Bad Niedernau
Bad Niedernau est un quartier de la ville de Rottenburg am Neckar, situé en République fédérale d'Allemagne, dans le Land du Bade-Wurtemberg à l'arrondissement de Tübingen.

## Géographie
Bad Niedernau est située à trois kilomètres au sud-ouest de Rottenburg dans la vallée du Neckar.

### Expansion
Le territoire communal du quartier de Bad Niedernau s'étend sur 410 hectares. 52,5 % de ce territoire sont consacrés à l'agriculture, 32,3 % à la sylviculture, 7,7 % constituent des zones d'habitations, 5,3 % un plan d'eau.

## Population
Au 31 janvier 2008, Bad Niedernau rassemblait une population de 569 habitants. La densité de population était de 139 hab./km2.

### Religions
Les habitants de Bad Niedernau sont majoritairement catholiques. 